# Pla hipodàmic

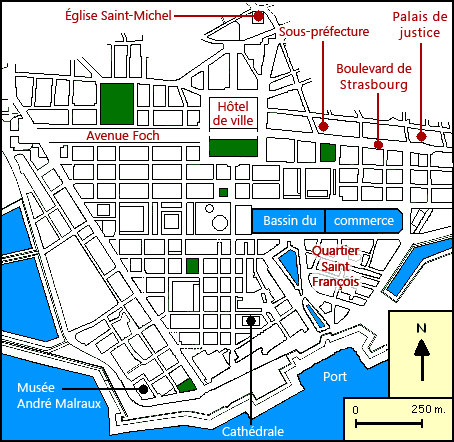
Plànol amb traçat ortogonal del centre de la ciutat de Le Havre, reconstruït després de la Segona Guerra Mundial

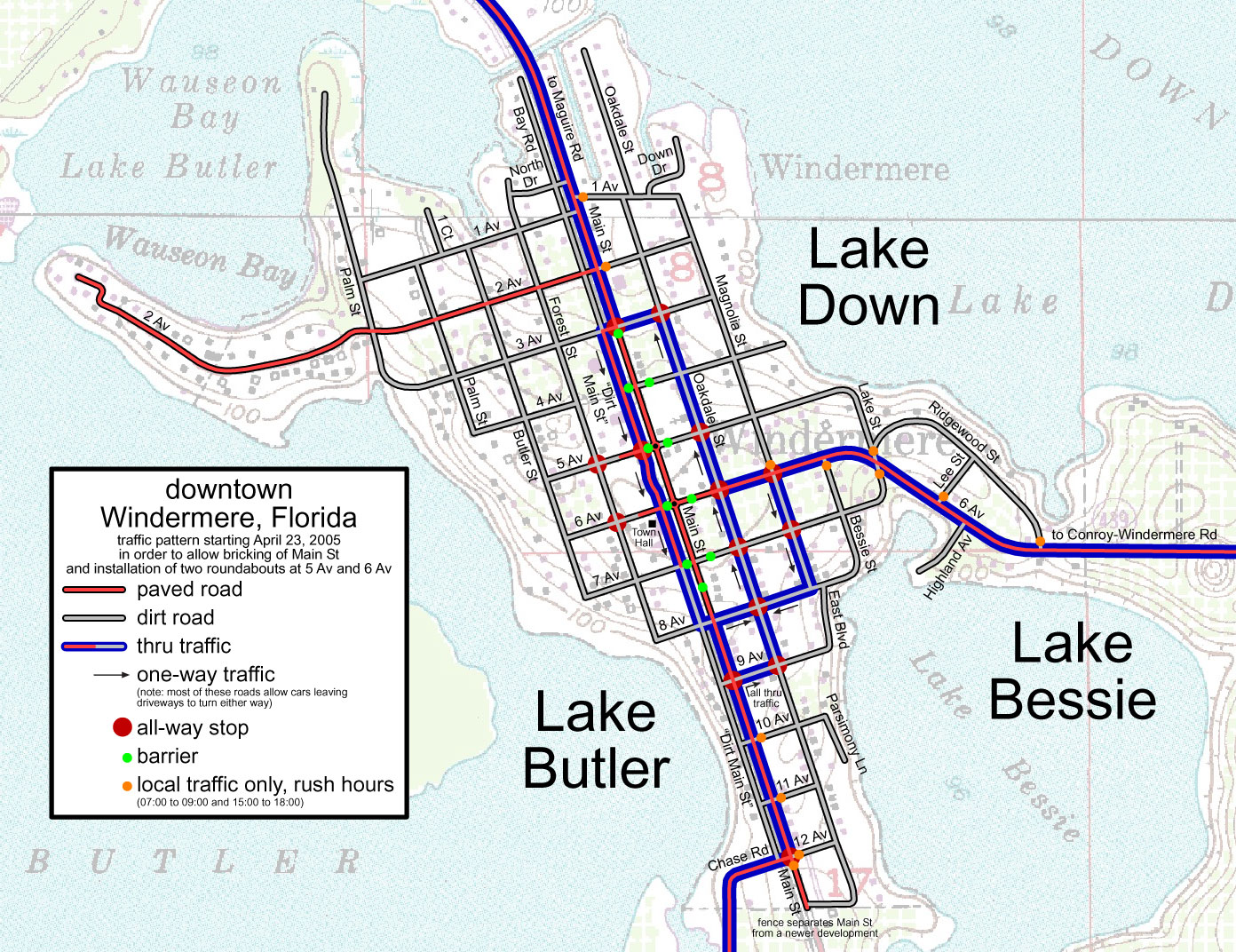
Plànol amb traçat ortogonal de la ciutat de Windermere, Florida.

 Un pla, traçat o planejament hipodàmic, també denominat 'pla ortogonal', 'equirrectangular', 'en quadrícula' o 'en escac', és el pla urbanístic que organitza el disseny dels carrers en angle recte, creant illes de cases rectangulars. Les ciutats que presenten aquest tipus de planejament urbà, en tot o en part, tenen una morfologia urbana perfectament distingible en el seu traçat viari.

## Història i tipologia
L'apel·latiu 'hipodàmic' prové del nom de l'arquitecte grec Hipòdam de Milet, considerat un dels pares de l'urbanisme; els seus plans d'organització es caracteritzaven per un disseny de carrers rectilinis i llargs que s'encreuaven en angle recte. El terme ortogonal es refereix als angles rectes.
Aquest tipus de pla té l'avantatge que el seu parcel·lament és més fàcil per la regularitat de la forma de les seves illes de cases.
Malgrat aquesta simplicitat aparent, aquest tipus de pla presenta alguns inconvenients, ja que prolonga la longitud dels trajectes, i augmenta la congestió de trànsit en les hores punta, donada la dificultat per accedir al centre urbà o a la perifèria ràpidament, per evitar la qual cosa es pot complementar amb carrers "diagonals".
Tampoc no permet una bona visibilitat en l'encreuament dels seus carrers, problema que es pot solucionar amb els xamfrans. D'altra banda, no és adequat en ciutats de topografia abrupta; tanmateix, el fort pendent dels carrers de San Francisco (un exemple dels més coneguts) és un inconvenient que constitueix, precisament, un dels encants d'aquesta ciutat.
Hi ha exemples de pla ortogonal en l'edat antiga (ciutats hel·lenístiques i les que van sorgir d'un campament romà), a l'Edat Mitjana (bastides franceses o vilanoves catalanes o valencianes), Edat Moderna (ciutat colonial espanyola) i Edat Contemporània (el Pla Haussmann de París o l'Eixample de Barcelona).

## Traçats ortogonals anteriors a Hipòdam
Aquest tipus de pla urbà, d'origen antic, va ser atribuït durant molt temps a Hipòdam de Milet. Es pensava que aquest havia creat el pla en escac, però les investigacions sobre Babilònia i sobre arqueologia egípcia indiquen que existeixen antecedents a les realitzacions basades en els projectes d'Hipòdam. Està comprovat que les cultures mesopotàmiques van exercir gran influència sobre Grècia, a través de l'escultura, segons Charles Picard «...el mèrit sobirà de Grècia no és tant el de ser una pàtria d'idees noves com de tècniques perfectes». Babilònia va irradiar el seu prestigi i la seva cultura a tot el món antic. Els sistemes urbans que es van originar a Assíria que es van estendre a Etrúria i Grècia, destacant-se la influència de les ciutats assíries en l'element pràctic a l'urbanisme egipci monumental.
Heròdot descriu Babilònia com una ciutat de pla quadrat de 21 x 21 km, aproximadament, amb un perímetre de 85 km, cobert per una muralla completa de 27,50 metres d'alt i 9 metres d'ample, amb 50 torres emmerletades i 100 portes de bronze. La ciutat estava dividida en dos pel riu Eufrates, tenia carrers rectes que es tallaven en angle recte per altres que desembocaven al riu després de travessar les portes de la ciutat. Els habitatges arribaven a tenir 3 o 4 pisos, sobre un marge de l'Eufrates hi havia el palau reial i sobre l'altra el temple de Belos amb una torre de vuit pisos.
El quadrat de 404 hectàrees corresponent al pla de Babilònia té una coincidència entre els seus angles i els punts cardinals. Dins de l'espai corresponent al pla s'hi han trobats turons de detritus com els tell de Kasr al centre, el de Babil al nord i el d'Amram al sud. El tell de Babil que pertanyia al palau de Nabucodonosor té 22 metres d'altura i 250 metres de per cada costat de la seva base.
En realitat no pot dir-se que el pla en escac sigui exclusiu de Babilònia. Perquè se sap que en idèntics mitjans geogràfics es van donar resultats similars com per exemple a Tell al-Amarna, Egipte. És digne de destacar que detalls com les perspectivas són una característica pròpia de Babilònia que no té antecedents registrats a cap ciutat del món antic. En el pla corresponent a la ciutat de Timgad, a Numídia (actual Algèria), antiga colònia militar romana s'aprecia un perímetre rectangular, que generalment estava envoltat de muralles i el recinte presentava dos grans eixos interiors, o carrers principals (de vegades portificadas) que es denominaven el cardo (traça N-S) i el decumanus (traça E-O). Al sector d'intersecció de les dues vies es localitzava el fòrum, i en el seu entorn els temples, la basílica i la cúria. La forma de les pomes i la traça dels carrers és perfectament regular (pla equirectangular, en quadrícula o en escac).

## De lapolisa lacivitas: la retícula hipodàmica
Els grecs conceben la ciutat com una àrea de dimensions finites, abastable òptica i políticament. Els seus assentaments se situen sobre una topografia irregular i es construeixen com una sèrie de blocs. Així, exceptuant l'acròpolis i àgoras, les ciutats de Grècia clàssica eren un eixam de cèl·lules irregulars.
Tanmateix, a través del temps els grecs desenvolupen un concepte urbà general. Hipòdam cristal·litza les idees del moment en una estructura urbana característica que es repeteix a les ciutats de colonització: uns traçats de carrers regulars.
Interpolant places obertes en la disposició en graella, en el centre de la retícula situa l'àgora, espai exclòs del tràfic viari. Igual com en la polis clàssica, a la ciutat hipodàmica falten els eixos dominants i la posició dels edificis principals està encara determinada per l'espai circumdant. Exemples: les ciutats de Milet i Priene.
El segle V a. C. la retícula ortogonal es converteix en norma per a la planificació de la ciutat. La retícula hipodàmica és més aviat un instrument pràctic per facilitar la planificació i la construcció de noves colònies. Recolzant-se en la tradició clàssica i hel·lenística, els romans adopten i propaguen les idees urbanístiques de Grècia.

## Roma i la formaurbis
Els romans busquen traçats regulars geomètrics o, si això no és possible, inclouen composicions arquitectòniques, el millor exemple de les quals és la ciutat de Roma.
A ella està vinculat el govern de l'Imperi, que es veu obligat a engrandir-la per fer-la digna del seu paper de capital.
El seu contínuum espaciotemporal defineix la seva forma urbana, que passa de la inicial Roma quadrata en el Capitoli i el Palatí, a la Roma septimontium republicana sobre els set turons, abans de desbordar-les i estendre's sota l'Imperi fins a la muralla Aureliana.
El desenvolupament dels conceptes monumentals de disseny es produeix a l'àrea central de la Roma antiga, on l'antic mercat al Capitoli es transforma progressivament en el cor comercial i administratiu de Roma: el Fòrum Republicà, la part més monumental de la ciutat per estar en ell situats els temples i els principals edificis públics.
Gradualment es va veure que la solució per organitzar grans formacions d'edificis rau en la composició i integració urbana. Així l'ampliació del Fòrum durant l'Imperi subordina els edificis als espais urbans.
En contrast amb el Fòrum republicà, els fòrums Imperials i, sobretot, el de Trajà són una realització de gran claredat, d'espais regulars immensos articulats per edificis colossals.
Les termes arriben a convertir-se als edificis més complexos de l'Antiguitat com a funció sectorial, com al gran palau de Dioclecià a Spalato es concep i construeix a tall de ciutat ideal: com un campament romà monumentalizat. Però les termes són composicions regulars, la d'alliberada irregularitat compositiva de la vil·la Adriana manifesta altres intencions de disseny, que es proposarà com a exemple per a la ciutat contemporània entesa com a ciutat collage.

## Ciutats amb planejament hipodàmic

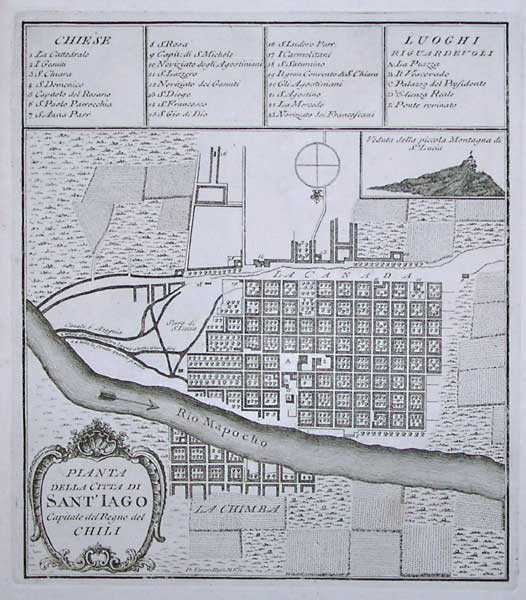
Plànol de la ciutat de Santiago, capital de Xile, el 1777.

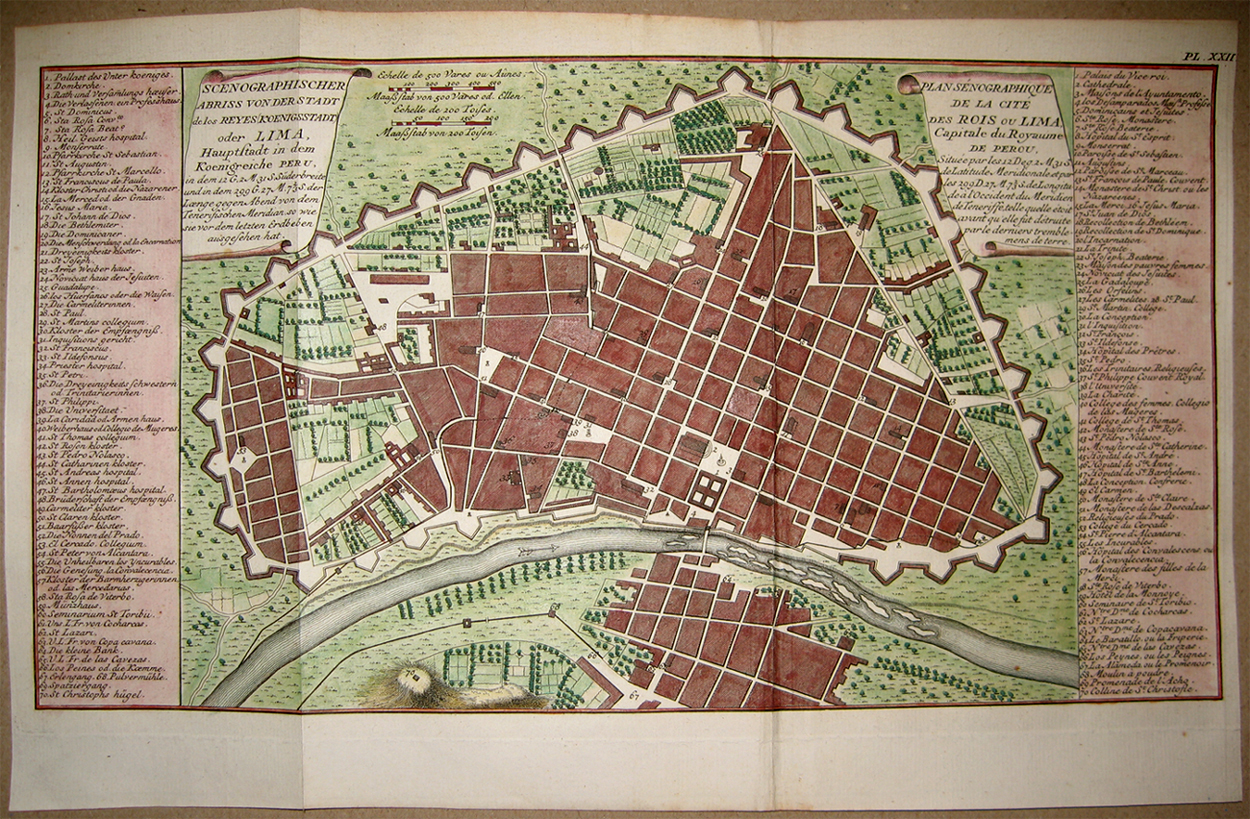
Plànol de la ciutat de Lima el 1750

- Les primeres ciutats del Mil·lenni III aC sorgides en l'antic Egipte.
- Les ciutats fundades pels grecs a l'època hel·lenística, com Alexandria, i pels Romans (Saragossa); era la forma d'organitzar els campaments de les legions.
- Francesc Eiximenis al seu Regiment de la cosa pública (1384) va proposar un traçat ortogonal per a la ciutat ideal "del crestià".[4]

- Diverses ciutats europees medievals creades ex novo, com les bastides franceses Santa Fe pels reis catòlics a Espanya per assentar les tropes durant el setge de Granada.
- Algunes ciutats americanes; aquest model va ser l'utilitzat en els traçats "a cordill" de les noves ciutats americanes, generades a partir d'una plaça major amb església i consell (ciutat colonial espanyola), com Lima i Buenos Aires. En el cas de la ciutat de La Plata, fundada després de la independència de l'Argentina, les seves avingudes i diagonals la converteixen en un exemple d'urbanisme modern.
- Les ciutats fundades pels europeus durant l'època neocolonial del segle xix, com Kinshasa o Nova Delhi.
- Les ciutats fundades després de la independència en els nous països.
- Algunes ciutats reconstruïdes després d'una catàstrofe, com el barri de la Baixa, en Lisboa.
- Els plans d'ampliació o eixamples del segle xix, de ciutats com Barcelona (Pla Cerdà) i Madrid (Pla de Carlos María de Castro i Carlos Ibáñez de Ibero; la zona nord-occidental és el Barri de Salamanca).
- Algunes ciutats xineses, com Pequín.
- Els centres de les ciutats reconstruïts després de la Segona Guerra Mundial: L'Havre, Brest, etc.
- Moltes ciutats nord-americanes, com Nova York, on les vies de circulació són anomenades carrers o avingudes, segons la seva orientació i mida.